# 4118 Sveta
4118 Sveta eller 1982 TH3 är en asteroid i huvudbältet som upptäcktes den 8 september 1982 av den sovjetisk-ryska astronomen Ljudmila Zjuravljova vid Krims astrofysiska observatorium på Krim. Den är uppkallad efter den sovjetiska kosmonauten Svetlana Savitskaja.
Asteroiden har en diameter på ungefär 13 kilometer och den tillhör asteroidgruppen Eos.